# ديميتريو لوزانو
ديميتريو لوزانو (بالإسبانية: Demetrio Lozano) مواليد 26 سبتمبر 1975 في ألكالا دي إيناريس، هو لاعب كرة يد إسباني. يلعب حاليا مع نادي أرغون لكرة اليد ويحمل الرقم 11. شارك في دورة الألعاب الأولمبية الصيفية سنة 1996. حقق المركز الأول في ألعاب البحر الأبيض المتوسط 2005.

## المسيرة الاحترافية
لعب مع أديمار ليون في الدوري الإسباني من سنة 1995 إلى 1998، ثم لعب مع نادي برشلونة لكرة اليد من سنة 1998 إلى 2001، ثم لعب مع نادي كيل لكرة اليد في الدوري الإسباني من سنة 2001 إلى 2004، ثم لعب مع نادي سان أنطونيو لكرة اليد من سنة 2004 إلى 2007، ثم انضم إلى نادي برشلونة لكرة اليد في الدوري الإسباني من سنة 2007 إلى 2010، ثم انضم إلى نادي أرغون لكرة اليد في سنة 2010.

## الميداليات
| الميدالية | المسابقة                        |
| --------- | ------------------------------- |
| برونزية   | الألعاب الأولمبية الصيفية 1996  |
| برونزية   | الألعاب الأولمبية الصيفية 2000  |
| برونزية   | الألعاب الأولمبية الصيفية 2008  |
| ذهبية     | ألعاب البحر الأبيض المتوسط 2005 |

## روابط خارجية
- ديميتريو لوزانو على موقع الاتحاد الأوروبي لكرة اليد (الإنجليزية)
- ديميتريو لوزانو على موقع نادي كيل لكرة اليد (الألمانية)
- ديميتريو لوزانو على موقع أوليمبيديا (الإنجليزية)